# Intendente de la región del Maule
El Intendente de la Región del Maule fue la autoridad designada por el presidente de la República para ejercer el gobierno de la Región del Maule, Chile, como su representante natural e inmediato en dicho territorio.

## Antecedentes
Se podría considerar como antecesoras del cargo de intendente regional del Maule a las figuras del Intendente de la Provincia de Talca, del Intendente de la Provincia de Curicó, del Intendente de la Provincia del Maule, y del Intendente de la Provincia de Linares. Durante el proceso de regionalización iniciado en 1975, las antiguas provincias de Talca, Curicó, Maule y Linares fueron fusionadas y transformadas en la actual Región del Maule.

## Intendentes de la Región del Maule
| Intendente/a                    | Partido | Partido | Período                                            | Presidente/a | Presidente/a            |
| ------------------------------- | ------- | ------- | -------------------------------------------------- | ------------ | ----------------------- |
| Sergio Pérez Hormazábal         |         | Militar | 1980 - 1983                                        |              | Augusto Pinochet        |
| Guido Riquelme Andaur           |         | Militar | febrero de 1983 - febrero de 1985                  |              | Augusto Pinochet        |
| Patricio Varela Saldías         |         | Militar | febrero de 1985 - diciembre de 1986                |              | Augusto Pinochet        |
| Jorge Lagos Silva               |         | Militar | diciembre de 1986 - enero de 1988                  |              | Augusto Pinochet        |
| Patricio Gualda Tiffani         |         | Militar | enero de 1988 - noviembre de 1988                  |              | Augusto Pinochet        |
| Manuel Gamboa Valenzuela        |         | Ind.    | 1988 - 11 de marzo de 1990                         |              | Augusto Pinochet        |
| Gabriel Jiménez Moraga          |         | PRSD    | 11 de marzo de 1990 - 11 de marzo de 1994          |              | Patricio Aylwin Azócar  |
| Arturo Castro Salgado           |         | PPD     | 11 de marzo de 1994 - 1996                         |              | Eduardo Frei Ruíz-Tagle |
| Luz Angélica Peñaloza Serrano   |         | PPD     | 1996 - 11 de marzo de 2000                         |              | Eduardo Frei Ruíz-Tagle |
| Norman Merchak Apse             |         | PDC     | 11 de marzo de 2000 - 26 de diciembre de 2001      |              | Ricardo Lagos Escobar   |
| Christian Suárez Crothers       |         | PDC     | 26 de diciembre de 2001 - 16 de diciembre de 2004  |              | Ricardo Lagos Escobar   |
| Jaime Hermosilla Arévalo        |         | PPD     | 16 de diciembre de 2004 - 11 de marzo de 2006      |              | Ricardo Lagos Escobar   |
| Alexis Sepúlveda Soto           |         | PRSD    | 11 de marzo de 2006 - 16 de abril de 2008          |              | Michelle Bachelet       |
| Fernando Coloma Amaro           |         | Ind.    | 21 de abril de 2008 - 11 de marzo de 2010          |              | Michelle Bachelet       |
| Rodrigo Galilea Vial            |         | RN      | 11 de marzo de 2010 - 11 de marzo de 2014          |              | Sebastián Piñera        |
| Hugo Veloso Castro              |         | PPD     | 11 de marzo de 2014 - 4 de septiembre de 2015      |              | Michelle Bachelet       |
| Óscar Vega Gutiérrez (Interino) |         | IC      | 4 de septiembre de 2015 - 23 de septiembre de 2015 |              | Michelle Bachelet       |
| Pablo Meza Donoso               |         | PPD     | 22 de septiembre de 2015 - 11 de marzo de 2018     |              | Michelle Bachelet       |
| Pablo Milad Abusleme            |         | Evópoli | 11 de marzo de 2018 – 3 de junio de 2020           |              | Sebastián Piñera        |
| Felipe Donoso Castro (Interino) |         | UDI     | 3 de junio de 2020 - 27 de junio de 2020           |              | Sebastián Piñera        |
| Juan Eduardo Prieto Correa      |         | Evópoli | 27 de julio de 2020 - 14 de julio de 2021          |              | Sebastián Piñera        |